# Anselme Batbie

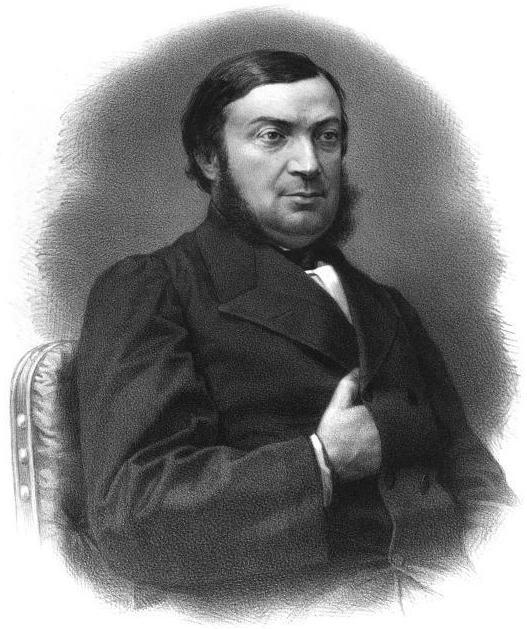
Anselme Batbie

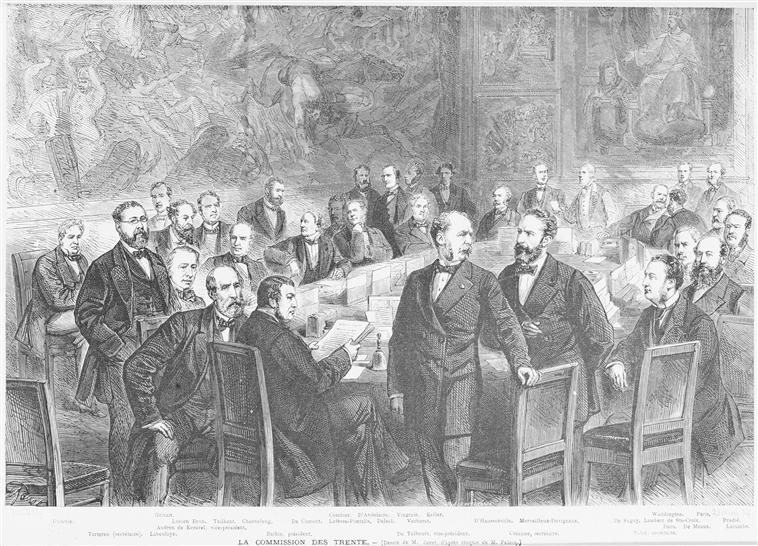
De Commission des Trente in maart 1874, voorgezeten door Batbie

Anselme Polycarpe Batbie (Seissan, 31 mei 1828 - Parijs, 12 juni 1887) was een Franse rechtsgeleerde, minister en senator tijdens de Derde Franse Republiek.

## Levensloop
Batbie werd geboren in Gers en liep school in Auch. Hij studeerde rechten in Toulouse en werd in 1849 auditeur bij de Raad van State. Het jaar erop werd hij doctor in de rechten. In 1852 verloor hij door een reorganisatie zijn positie bij de Raad van State en hij werd professor aan de universiteit van Dijon en het jaar erop in Toulouse. In 1857 werd hij benoemd als professor administratief recht aan de universiteit van Parijs.
Batbie overleed in 1887 en volgens zijn wens werd zijn hart begraven in een zijkapel van de basiliek Sacré-Coeur in Parijs.

## Politieke carrière
In 1849 stelde Batbie zich republikeins kandidaat in Gers voor de verkiezingen van de Nationale Vergadering maar hij werd niet verkozen. Op 8 februari 1871 werd hij wel verkozen in Gers voor de Nationale vergadering en zetelde in het centrumrechtse blok. Hij was een van de vijftien afgevaardigden die president Adolphe Thiers vergezelden naar Versailles voor de vredesbesprekingen met de Duitsers aan het einde van de Frans-Duitse Oorlog. Na het ontslag van Thiers op 24 mei 1873 werd Batbie minister van Onderwijs, Schone Kunsten en Kerkelijke Zaken in het eerste kabinet-de Broglie. Als minister was hij een tegenstander van de schoolplicht en een pleitbezorger voor de bouw van de basiliek Sacré-Coeur op Montmartre. Hij bleef maar aan tot 16 november 1873. Onmiddellijk daarna werd hij voorzitter van de Commission des Trente, de 30-koppige commissie die een nieuwe Franse Grondwet moest voorbereiden. 
Op 30 januari 1876 werd hij verkozen in de Senaat voor Gers en op 5 januari 1879 werd hij herkozen.

## Publicaties (selectie)
- Mémoire sur Turgot philosophe, économiste et administrateur (1860)
- Crédit populaire (1860)
- Traité théorique du droit public et administratif (1867), rechtsvergelijkende verhandeling na studiereizen naar universiteiten in België, Duitsland en Nederland

## Prijzen en eerbewijzen
- prix Faucher van de Académie des sciences morales et politiques (1860)
- prix Beaujour van de Académie des sciences morales et politiques (1860)
- ridder in het Legioen van Eer (1867)
- lid van de Académie des sciences morales et politiques (1885)